# Delingsdorf
Delingsdorf (dolnoniem. Deinsdörp) – gmina w Niemczech, w kraju związkowym Szlezwik-Holsztyn, w powiecie Stormarn, wchodzi w skład urzędu Bargteheide-Land.